# E3 Prijs Harelbeke 1982
L'E3 Prijs Harelbeke 1982, venticinquesima edizione della corsa, si svolse il 27 marzo su un percorso di 223 km, con partenza ed arrivo a Harelbeke. Fu vinta dal belga Jan Bogaert della squadra Europ Decor davanti ai connazionali Roger De Vlaeminck e Daniel Willems.

## Ordine d'arrivo (Top 10)
| Pos. | Corridore          | Squadra               | Tempo    |
| ---- | ------------------ | --------------------- | -------- |
| 1    | Jan Bogaert        | Europ Decor           | 5h45'00" |
| 2    | Roger De Vlaeminck | DAF Trucks-TeVe Blad  | s.t.     |
| 3    | Daniel Willems     | Boule d'Or-Sunair     | s.t.     |
| 4    | Werner Devos       | Boule d'Or-Sunair     | s.t.     |
| 5    | Jan Raas           | Ti-Raleigh-Campagnolo | s.t.     |
| 6    | Rudy Pevenage      | Capri Sonne           | s.t.     |
| 7    | Eddy Planckaert    | Splendor-Wickes       | s.t.     |
| 8    | Herman Crabbe      | Europ Decor           | s.t.     |
| 9    | Dirk Heirweg       | Van De Ven            | s.t.     |
| 10   | Jos Jacobs         | Vermeer-Thijs         | s.t.     |